# IC 2434
IC 2434 — галактика типу SB/P () у сузір'ї Рись.
Цей об'єкт міститься в оригінальній редакції індексного каталогу.